# Omen (singel Disclosure)
Omen – singel brytyjskiego zespołu Disclosure z gościnnym udziałem Sama Smitha, wydany 27 lipca 2015 roku nakładem wytwórni Island Records w wersji digital download. Jest to drugi singel z albumu „Caracal” z 2015 roku. Autorami tekstu są Guy i Howard Lawrence (duo), Smith, oraz Jimmy Napes.

## Pozycje na listach

### Listy tygodniowe
| Listy (2015)         | Najwyższa pozycja |
| -------------------- | ----------------- |
| Australia            | 29                |
| Austria              | 74                |
| Belgia (Flandria)    | 2                 |
| Belgia (Walonia)     | 2                 |
| Kanada               | 43                |
| Dania                | 27                |
| Finlandia            | 26                |
| Francja              | 66                |
| Niemcy               | 74                |
| Japonia              | 89                |
| Irlandia             | 29                |
| Nowa Zelandia        | 27                |
| Holandia             | 27                |
| Wielka Brytania      | 13                |
| Szkocja              | 12                |
| Polska (Video Chart) | 4                 |
| Czechy               | 34                |
| Słowacja             | 28                |
| Stany Zjednoczone    | 64                |
| Szwecja              | 56                |
| Szwajcaria           | 50                |
| Węgry                | 36                |